# Ismerős Arcok
Az Ismerős Arcok Máté Péter-díjas és Teleki Pál-érdeméremmel, valamint 2023-ban az Év Zenekara kategóriában Petőfi Zenei Díjjal kitüntetett magyar zenekar. 

## Története
Az Ismerős Arcok 1999. október 23-án alakult meg az Udvari Bolondok és a $texas zenekarok tagjaiból. Első időkben rhythm and bluest játszottak, jelenlegi stílusukban különböző zenei műfajok elemei keverednek a rockzenei hangzással. Valamennyi szerzeményük a hat művész lelkének zenei lenyomatát tükrözi.
Egy erdélyi út következményeként változott meg a szövegviláguk és témaválasztásuk, mely nagyrészt a magyar emberek és a nemzet sorsával, az első világháborút lezáró trianoni békediktátum igazságtalanságaival foglalkozik. Dalaik további témái között a legjellemzőbb gondolatok: a család és a hazaszeretet, kultúránk, értékeink tisztelete és megóvása valamint a közösségben való létezés fontossága. Zenéjükben a népi elemek, népdalfeldolgozások mellett előfordulnak hard rock, heavy metal stílusú alkotások, illetve Éberálom című lemezükön több dal is erősen dzsesszes beütésű. A zenekarra nagy hatással van a magyar népzene mellett az irodalom is. Az évek során számos Wass Albert-estet tartottak Simó József közreműködésével, amelyért díjat is kaptak. A legismertebb számukat, a Nélküled című dalt, 2019. november 15-én két kisgyermek elénekelte a Puskás Aréna megnyitóünnepségén. Az elmúlt két évtized egyik legtöbbet koncertező zenekaraként rendszeres meghívottai rangos hazai kluboknak, fesztiváloknak. Évente 100–120 élő koncertet adnak, ezek között 3–4 jótékonysági céllal kerül megrendezésre. Gyakran zenélnek határon túli magyaroknak is Erdélyben, Felvidéken, vagy Délvidéken egyaránt. 2010-ben a tengerentúlon – Torontóban és New Yorkban szerepeltek az ottani magyar közösségek meghívására, majd 2011-ben és 2016-ban Svédországban adtak nagysikerű koncertet.
2024 februárjában Leczó Szilveszter kilépett a zenekarból, ahova ezek után 'állandó vendégzenészként' Papp Gyula billentyűs csatlakozott.
2024. szeptember 5-én adták át Magyarország harmadik zenélő útját, mely a 21-es főút Hatvanból Lőrinci felé vezető oldalon szólal meg. A mintegy 550 méteres szakaszon 80 kilométeres óránkénti sebességgel haladva az Ismerős Arcok zenekar Nélküled című dalának egy részlete csendül fel.
2025. március 13-án Nyerges Attila vehette át a Pesti Vigadóban Magyarország Érdemes Művésze Díját, melyet az ország miniszterelnöke adott át.
A zenekar 2024-ben a torockói Duna Napokon adott koncertet, amelyért Petőfi Zenei Díjban részesültek az "Év koncertje" kategóriában.

## Kiadványok
Az Ismerős Arcok zenekar eleinte szerzői kiadásban adta ki albumait, majd 2012-ben exkluzív szerződést kötöttek a GrundRecords kiadóval, és a korábbi sorlemezek újrakiadásra kerültek frissített csomagolásban.
- Egy a hazánk (2003)
- Mennyit ér? (2004)
- Szélbe kiáltok (2005)
- MOM Lemezbemutató koncert (2006)
- Éberálom (2007)
- Nyerges Attila: Ismeretlen Ismerős – valamint egy nem túl hangos könyv (2008)
- Magyar cirkusz (2008)
- Lélekvesztő (2009)
- Simó József és az Ismerős Arcok zenekar: Építsünk hidat (2010)
- Határon túlról, szívektől innen (2011)
- Kerítést bontok (2012)
- Ezer évnek egy reménye (2013)
- Tizenöt év gondolatban és dalban – zenész barátokkal (2014)
- Tizenöt év dalokban és mozgó képekben (2014)
- Csak a zene! (2015)
- Csak a szöveg! (2017)
- Egy vérből valók vagyunk (2019)
- Utolsó (2022)

### Egy a hazánk (2003)
- CD
- Játékidő: 53 perc
- 2014-ben került újrakiadásra új borítóval

1. Előhang
2. Kapum előtt
3. Lehetnénk mind
4. Építsünk hidat
5. A dolog
6. Erdély 2003
7. Hazátlan
8. Balázska
9. Harminc év
10. Egy a hazánk
11. Talán csak álom
12. Fellegajtó-nyitogató
13. Magyar cirkusz
14. Himnusz

Közreműködött: Leczó Szilveszter (billentyűs hangszerek), Tánczos István (szaxofon), Pelva Gábor (hegedű), Lányi György (mezőségi brácsa), Havasréti Pál (bőgő, tekerőlant), Sebők Huba (próza)

### Mennyit ér? (2004)
- CD
- Akusztikus felvételek
- Játékidő: 34 perc
- Nem került újrakiadásra

1. Egy a hazánk
2. Építsünk hidat
3. Erdély 2003
4. Fellegajtó-nyitogató
5. Szélbe kiáltok
6. Fenyők
7. Barátom
8. Mennyit ér?

### Szélbe kiáltok (2005)
- CD
- Játékidő: 62 perc
- 2012-ben került újrakiadásra új csomagolásban, az Ennyi című dal videoklipjével felbónuszolva

1. Prológus
2. Ruszkik haza
3. Szélbe kiáltok
4. Csillagok, csillagok
5. Térkép
6. Barátom
7. Eltűnni csendben
8. Ha lemegy a nap
9. Nincs Happy End
10. A szél patkójától…
11. Üzenet
12. Fenyők
13. Hidegen fújnak a szelek
14. Mennyit ér?
15. Az utolsó magyar
16. Epilógus

Közreműködött: Leczó Szilveszter (billentyűs hangszerek), Tánczos István (szaxofon), Tóth Lilla (ének), Pelva Gábor (hegedű), Kovács Erik (zongora)

### MOMLemezbemutató koncert DVD (2006)
- DVD
- Koncertfelvétel – MOM Kulturális Központ, 2005. 11. 04.
- Extrák: Fotók, 2006 Magyar-sziget (részlet)
- Játékidő: 96 perc
- Nem került újrakiadásra

1. Talán csak álom
2. Szélbe kiáltok
3. Egy a hazánk
4. Eltűnni csendben
5. Ha lemegy a nap
6. Nincs Happy End
7. A szél patkójától…
8. Hidegen fújnak a szelek
9. Erdély 2003
10. Barátom
11. Csillagok, csillagok
12. Térkép
13. Ruszkik haza
14. Fenyők
15. Az utolsó magyar
16. Mennyit ér…
17. Kapum előtt
18. Lehetnénk mind
19. Építsünk hidat
20. Fellegajtó-nyitogató

### Éberálom (2007)
- CD
- Játékidő: 71 perc
- 2016-ban került újrakiadásra új csomagolásban, új borítóval
- 2022-ben LP hanglemez változata jelent meg

1. Intro
2. Szakadjon szét!
3. Költők és kígyóbűvölők
4. Nagypénteken holló mossa két fiát
5. Adj még!
6. Haza
7. Édesanyám rózsafája
8. Te döntesz
9. Árnyéknak lenni
10. Érdemes?
11. Angyalból ördög
12. Zuhanó madár
13. Egyetlen
14. Nélküled

Közreműködött: Tánczos István (szaxofon), Tóth Lilla (ének), Pelva Gábor (hegedű), Szepesi Richárd (furulya)

### Nyerges Attila: Ismeretlen Ismerős – valamint egy nem túl hangos könyv (2008)
- Könyv+CD
- Nyerges Attila elbeszélései (Leczó Szilveszter zenei aláfestésével)
- A könyv 104 oldalas, a CD játékideje: 66 perc

1. Mikor jössz értem?
2. Barátaim
3. Két szólam
4. Ezt otthonról hoztam
5. Három nap
6. 2004. december 5.
7. Árnyéknak lenni (Ahogy történt)
8. Az öreg indián lejön a hegyről
9. itt jártam

### Magyar cirkusz (2008)
- DVD
- Koncertfelvétel – Fővárosi Nagycirkusz, 2008.09.27.
- Játékidő: 118 perc

1. Intro
2. Haza!
3. Zuhanó madár
4. Ruszkik haza!
5. Talán csak álom
6. Csillagok, csillagok
7. Térkép
8. Ébredés
9. Angyalból ördög
10. Egy a hazánk
11. Építsünk hidat!
12. Fenyők
13. Mennyit ér?
14. Költők és kígyóbűvölők
15. Nagypénteken holló mossa két fiát
16. Barátom
17. Egyetlen
18. A dolog
19. Árnyéknak lenni
20. Édesanyám rózsafája
21. Szélbe kiáltok
22. Tiszta szívvel
23. Nélküled

Közreműködött: Tánczos István (szaxofon), Tóth Lilla (ének), Pataky Attila (ének) és a Törköly zenekar

### Lélekvesztő (2009)
- CD
- Játékidő: 73 perc
- 2016-ban került újrakiadásra új csomagolásban

1. Ébredés
2. Európa közepében
3. Ígéret
4. Itt jártam
5. Hozzád
6. Lélekvesztő
7. Tiszta szívvel
8. Magyarok
9. Ne gondolj rám!
10. Trianoni séta
11. Minden visszatér
12. Szeret vize martján
13. Hegyeket nézek
14. Az andocsi Máriához
15. Játsszuk el!
16. Kesergő

Közreműködött: Tánczos István (szaxofon), Tóth Lilla (ének), Pelva Gábor (hegedű), Weszely Ernő (tangóharmonika)

### Simó József és az Ismerős Arcok zenekar: Építsünk hidat (2010)
- DVD
- Zenés irodalmi est Wass Albert művei alapján
- Játékidő: 104 perc

1. Prológus
2. Voltam kicsi gróf Erdélyben
3. Fenyő a hegytetőn
4. Ember az országút szélén
5. Honvédő katona vesztett háborúban
6. Jövendőt biztosítani...
7. Epilógus

### Határon túlról, szívektől innen (2011)
- DVD
- Koncertfelvétel – Petőfi Csarnok, 2010.
- Játékidő: 110 perc

1. Te döntesz
2. Szeret vize
3. Hegyeket nézek
4. Ne gondolj rám!
5. Trianoni séta
6. Minden visszatér
7. Barátom
8. Akusztikus egyveleg
9. Ruszkik haza!
10. Szakadjon szét!
11. Árnyéknak lenni
12. Érdemes?
13. Eltűnni csendben
14. Lélekvesztő
15. Tiszta szívvel
16. Térkép
17. Itt jártam
18. Játsszuk el!
19. Kerítést bontok
20. Az Andocsi Máriához
21. Fenyők

Közreműködött: Mező Mihály (ének), Tátrai Tibor (gitár), Tóth Lilla (hegedű, ének), Weszely Ernő (harmonika)

### Kerítést bontok (2012)
- CD
- Játékidő: 69 perc

1. Én és az Isten
2. Születés
3. Repít a szél
4. Kedves álmot…
5. Hősök nélkül
6. Az Isten háta mögött
7. Nem látlak téged többé
8. Szívemben tudlak
9. Az idegen
10. Ennyi
11. Maradj még!
12. Legyél Te!
13. Álomrabló
14. Kerítést bontok
15. Eső mossa

Születés című daluk fő zenei motívuma feltűnő hasonlóságot mutat a The Cure zenekar 1980-as, Secrets című dalában hallható témával, noha az album borítóján dalszerzőként egyedül Nyerges Attila lett feltüntetve.
Az Ennyi című dal Kőházy Ferenc (FankaDeli) közreműködésével készült és rap részt is tartalmaz.
További közreműködők: Tóth Lilla (ének), Török Máté (cselló), Papp Gyula (harmonika), Cimber Ferenc (cimbalom), Modor Miltiádész (ének)

### Ezer évnek egy reménye (2013)
- CD
- Koncertfelvétel szimfonikus kísérettel – MOM Kulturális Központ, 2013.10.05.
- Játékidő: 59 perc

1. Születés
2. Egyetlen
3. Barátom
4. Nagypénteken holló mossa két fiát
5. Ne gondolj rám!
6. Mennyit ér?
7. Ígéret
8. Szívemben tudlak
9. Az Andocsi Máriához
10. Fenyők
11. Nélküled

Közreműködött: Rácz Katalin, Szilágyiné Kirkósa Ágnes, Krenedits Katalin, Kirkósa Tünde (vonósok), Schiberna Kata, Juhász Nikolett, Sárdy Barbara (vokál) és a szigetszentmiklósi József Attila Általános Iskola diákjai Árkiné Göncz Irén vezetésével

### Tizenöt év gondolatban és dalban – zenész barátokkal (2014)
- CD
- 15 éves jubileumi kiadvány – dalok újraértelmezése vendégművészekkel
- Játékidő: 66 perc

1. Erdély 2014
2. Egyetlen – vendég: Pataky Attila
3. Mennyit ér?
4. Lélekvesztő – vendég: Tátrai Tibor
5. Árnyéknak lenni – vendég: Mező Misi
6. Álomrabló – vendég: Horváth Charlie
7. Hősök nélkül – vendég: Nagy Feró
8. Tiszta szívvel – vendég: Tátrai Tibor
9. Nyitogatom a felleget – vendég: Csík János és Barcza Zsolt
10. Barátom
11. Az andocsi Máriához – vendég: Varga Miklós
12. Eső mossa
13. Ne gondolj rám – vendég: Ferenczi György
14. Nélküled – vendég: Pohl Mihály
15. Születés

További közreműködők: Szilágyiné Kirkósa Ágnes, Ott Rita, Krenedits Katalin, Kirkósa Tünde (vonósok), Pelva Gábor (hegedű), Török Máté (cselló)

### Tizenöt év dalokban és mozgó képekben (2014)
- 15 éves jubileumi kiadvány – 3DVD+CD díszdoboz
- A CD tartalmilag megegyezik a Tizenöt év gondolatban és dalban című albummal
- DVD1 – Éberálom, lemezbemutató koncert – Zalaegerszeg, 2007

1. Költők és kígyóbűvölők
2. Nagypénteken holló mossa két fiát
3. Szélbe kiáltok
4. 30 év
5. Fellegajtó nyitogató
6. Angyalból ördög
7. Mennyit ér?
8. Árnyéknak lenni
9. Lehetnénk mind
10. Egyetlen
11. Érdemes?
12. Zuhanó madár

- DVD2 – Lélekvesztő, lemezbemutató koncert – Keszthely, 2009.

1. Hegyeket nézek
2. Lélekvesztő
3. Hozzád
4. Magyarok
5. Ígéret
6. Ne gondolj rám!
7. Trianoni séta
8. Tiszta szívvel
9. Eltűnni csendben
10. Kesergő
11. Ismerős Arcok egyveleg
12. Az andocsi Máriához

- DVD3 – Kerítést bontok, lemezbemutató koncert – Szeged, 2012

1. Én és az Isten
2. Születés
3. Repít a szél
4. Kedves álmot…
5. Hősök nélkül
6. Az Isten háta mögött
7. Nem látlak én Téged többé
8. Ennyi
9. Maradj még!
10. Legyél Te!
11. Álomrabló
12. Kerítést bontok
13. Eső mossa

### Csak a zene! (2015)
- CD
- Játékidő: 52 perc

1. Fuss!
2. Amerika
3. Globális felmelegedés
4. Isten veled!
5. A bolond kútásó
6. Mindig a sötétben
7. Arc a tömegben
8. Szántják az erdei utat
9. Fegyverek tüzében
10. Katona sirató
11. A játék vége
12. Talán örökre
13. Csak a zene!

Közreműködött: Kátai Zoltán (koboz, ének), Geszti Eszter (fuvola)

### Csak a szöveg! (2017)
- Játékidő: 48 perc

1. Európa 2017.
2. Andrássy út
3. Érted jöttem
4. Üzenet a múltból
5. Utolsó vacsora
6. Eltűntek a csillagok
7. Teltház
8. Angyal szállt fölöttem
9. Hajnal
10. Ruszkik haza!

### Egy vérből valók vagyunk (2019)
- CD+DVD
- Akusztikus koncertfelvétel – Újszínház, 2019. 02. 25.
- Játékidő: 78 perc (CD), 99 perc (DVD)
- CD:

1. Születés
2. Utolsó magyar
3. Eltűntek a csillagok
4. Mennyit ér?
5. Szívemben tudlak
6. Ne gondolj rám!
7. Eltűnni csendben
8. Globális felmelegedés
9. Egyetlen
10. Egyveleg
11. Árnyéknak lenni
12. Maradj még!
13. Trianoni séta
14. Isten veled!
15. Fenyők
16. Csak a zene
17. Nélküled (szimfonikus változat)

- DVD:

1. Születés
2. Utolsó magyar
3. Eltűntek a csillagok
4. Mennyit ér?
5. Szívemben tudlak
6. Ne gondolj rám!
7. Hidegen fújnak a szelek
8. Eltűnni csendben
9. Globális felmelegedés
10. Egyetlen
11. Egyveleg
12. Árnyéknak lenni
13. Maradj még!
14. Trianoni séta
15. Az andocsi Máriához
16. Isten veled!
17. Te döntesz
18. Fellegajtó nyitogató
19. Fenyők
20. Csak a zene
21. Nélküled
22. Nélküled (szimfonikus változat) [videoklip]
23. Nélküled (szimfonikus változat) [videoklip – werkfilm]

### Utolsó (2022)
- CD
- Játékidő: 45 perc
- Közreműködött: Karácsony János (gitár, ének), Szalóki Ági (ének), Czibere József (ütőhangszerek), Abbas Murad (harsona), Bér Zsolt (trombita, szárnykürt), Migovics Zoltán (harmonika), Stencli Tamás (alt szaxofon)

1. Nyolcvanas évek
2. Az álmodat álmodom
3. Budapest
4. Párizs
5. Mindenki idegen
6. Ötből vagyok
7. Tekergő
8. Nosztalgia
9. Utolsó
10. Ezt nem tudom másképp mondani (D. Nagy Lajos, Gallai Péter, Németh Alajos, Németh Gábor, Vedres József, Nagy Feró)

Az Ezt nem akarom másképp mondani című dalt Nagy Feró 75 születésnapjára dolgozta fel a Zenekar, amely megjelent a Feró 75 születésnapi dupla tribute lemezen is.

## Díjak
- Csepel Örökség-díj [Csepel Örökség Díj azoknak a személyeknek / szervezeteknek adományozható, akik/amelyek a kerület értékeinek növelése érdekében maradandó eredményt értek el] (2014)
- Wass Albert Örökség-díj (2018) – Megköszöni a határokon átívelő, példamutató tevékenységet, amellyel Wass Albert hagyatékának széles körű megismertetését, magyarságtudatunk erősítését segíti a zenekar.
- Szer Üzenete-díj [A nemzeti értékek ápolásában végzett kiemelkedő tevékenységéért] (2019)
- Máté Péter-díj [A magyar könnyűzene legrangosabb állami kitüntetése a több évtizedes kultúrateremtő tevékenységért] (2020)
- Teleki Pál-érdemérem [A magyarság felvállalásáért] (2020)
- Petőfi Zenei Díj [2022-ben az Év Zenekara] (2023)
- Petőfi Zenei Díj [Év koncertje 2024-ben] (2025)

## Portré
- Ez itt a kérdés – 20 éves az Ismerős Arcok (2019)
- Szerelmes földrajz – Nyerges Attila I–II. (2020)
- 5 kedvenc – Nyerges Attila (2020)
- Egy ismerős arc (könyv) – Nyerges Attila – S. Tóth János (2022)